# Лівенворт (округ, Канзас)
Шаблон:StateAbbr_ 39°16′07″ пн. ш. 95°07′32″ зх. д. / 39.268611111111° пн. ш. 95.125555555556° зх. д.
Округ Лівенворт (англ. Leavenworth County) — округ (графство) у штаті Канзас, США. Ідентифікатор округу 20103.

## Історія
Округ утворений 1855 року.

## Демографія
За даними перепису 
2000 року 
загальне населення округу становило 68691 осіб, зокрема міського населення було 46907, а сільського — 21784.
Серед мешканців округу чоловіків було 36521, а жінок — 32170. В окрузі було 23071 домогосподарство, 17206 родин, які мешкали в 24401 будинках.
Середній розмір родини становив 3,15.
Віковий розподіл населення поданий у таблиці:
| Стать    | До 15 років | 15-21 | 22-29 | 30-39 | 40-49 | 50-65 | 65-85 | Понад 85 |
| -------- | ----------- | ----- | ----- | ----- | ----- | ----- | ----- | -------- |
| Чоловіки | 7752        | 3499  | 3885  | 6875  | 6447  | 5177  | 2675  | 211      |
| Жінки    | 7474        | 3008  | 2737  | 5262  | 5113  | 4696  | 3281  | 599      |

## Суміжні округи
- Платт, Міссурі — північ
- Ваяндотт — схід
- Джонсон — південний схід
- Дуглас — південний захід
- Джефферсон — захід
- Атчісон — північний захід

## Виноски
1. ↑  U.S. Decennial Census. United States Census Bureau. Архів оригіналу за 4 квітня 2018. Процитовано 26 липня 2014.
2. ↑  Historical Census Browser. University of Virginia Library. Архів оригіналу за 11 серпня 2012. Процитовано 26 липня 2014.
3. ↑  Population of Counties by Decennial Census: 1900 to 1990. United States Census Bureau. Архів оригіналу за 5 червня 2019. Процитовано 26 липня 2014.
4. ↑  Census 2000 PHC-T-4. Ranking Tables for Counties: 1990 and 2000 (PDF). United States Census Bureau. Архів оригіналу (PDF) за 18 грудня 2014. Процитовано 26 липня 2014.
5. ↑  State & County QuickFacts. United States Census Bureau. Архів оригіналу за 9 липня 2011. Процитовано 26 липня 2014.(англ.) Наведено за англійською вікіпедією.
6. ↑  American FactFinder. Бюро перепису населення США. Архів оригіналу за 26 лютого 2012. Процитовано 31 січня 2008.

| США | Це незавершена стаття з географії США. Ви можете допомогти проєкту, виправивши або дописавши її. |